# Мезенская Пижма
Мезе́нская Пи́жма — река в Республике Коми и Архангельской области, правый приток реки Мезень.
Длина реки — 236 км, площадь её водосборного бассейна — 3830 км². Питание смешанное, с преобладанием снегового. Половодье начинается в конце апреля, начале мая, пик половодья в середине мая, заканчивается половодье в середине июня. Среднегодовой расход воды — в 61 км от устья 41,9 м³/с.
Мезенская Пижма начинается на возвышенности Четласский Камень, отроге Тиманского кряжа на территории Республики Коми. Исток находится недалеко от Ямозера, из которого берёт начало Пижма (приток Печоры), иногда называемая Печорская Пижма для отличия от Мезенской Пижмы. Вскоре река втекает на территорию Архангельской области, по которой и течёт в дальнейшем.
Река течёт в почти не населённой местности, берега покрыты заболоченным лесом, скорость течения небольшая.
Напротив устья реки Четлас, на правом берегу Мезенской Пижмы, находится Усть-Четласский государственный природный ландшафтный заказник.
В месте впадения реки в Мезень стоит село Родома.

## Притоки
(км от устья)
- 7 км: Нижняя Куковалда (пр)
- Верхняя Куковалда (пр)
- 16 км: Орловец (пр)
- 23 км: Нижняя Сямуньга (пр)
- 25 км: Чожуга (лв)
- 44 км: Верхняя Сямуньга (пр)
- 56 км: Пука (лв)
- Поташев (пр)
- Агеев (пр)
- 74 км: Шегмас (лв)
- Лехотный (лв)
- 89 км: Баянный (пр)
- Микиткин (пр)
- Кобыльский (пр)
- 107 км: Кривая (пр)
- 109 км: Юрва (лв)
- Медвежий (лв)
- Заостровной (пр)
- Шумихин (лв)
- 125 км: Нижняя Палега (пр)
- 129 км: Верхняя Палега (пр)
- 135 км: Четлас (лв)
- 140 км: Лиственничный (пр)
- Налимков (пр)
- Кемельничный (пр)
- Хвересоватый (пр)
- 157 км: Ворка (пр)
- Нижний Якимов (пр)
- Верхний Якимов (пр)
- Черноедомский (пр)
- 182 км: Нижний (пр)
- 186 км: Кузьяха (лв)
- 187 км: Верхний (пр)

## Данные водного реестра
По данным государственного водного реестра России относится к Двинско-Печорскому бассейновому округу, водохозяйственный участок реки — Мезень от истока до водомерного поста у деревни Малонисогорская. Речной бассейн реки — Мезень.
Код объекта в государственном водном реестре — 03030000112103000044701.